# Генрі Кент Г'юїтт
Генрі Кент Г'юїтт (англ. Henry Kent Hewitt; 11 лютого 1887, Гакенсак, Нью-Джерсі — 15 вересня 1972, Міддлбері, Вермонт) — американський воєначальник, адмірал Військово-морських США. Учасник Першої та Другої світових війн. За часів Другої світової — командувач амфібійних сил Атлантичного флоту та 8-го флоту.

## Біографія
Генрі Кент Г'юїтт народився 11 лютого 1887 року у Гакенсакі, в штаті Нью-Джерсі. 1906 році закінчив Військово-морську Академію і проходив службу в американських ВМС у роки Першої та Другої світових воєн.
Г'юїтт служив на борту корабля «Міссурі» у навколосвітньому плаванні Великого Білого флоту в 1907—1909 роках. Потім проходив службу на борту «Коннектікута» та есмінця «Флюссер». У 1913 році він отримав звання лейтенанта, одружився з Флорідою Луїзою Хант (1887—1973) і протягом наступних трьох років служив на берегу викладачем математики у Військово-морській академії. Він повернувся в море в 1916 році, командував яхтою «Ігл» у Карибському морі. Г'юїтт був нагороджений хрестом ВМС, коли командував есмінцем «Каммінгз», що супроводжував атлантичні конвої під час Першої світової війни.
З 1919 по 1921 рр. Г'юїтт інструктор з електротехніки та фізики у Військово-морській академії, потім артилерійський офіцер на борту лінкора «Пенсильванія». З 1931 по 1933 рік командував 12-м дивізіоном есмінців Атлантичного флоту. Потім він три роки очолював математичний відділ Військово-морської академії. 1936 році став командиром крейсера «Індіанаполіс».
1939 році Г'юїтт став контрадміралом і командував оперативними групами Атлантичного флоту в нейтральних патрулях та конвоях з 1941 року до того, як у квітні 1942 року став командувачем амфібійними силами Атлантичного флоту. У листопаді 1942 року очолював американські військово-морські сили, що висаджувалися у Марокко та Алжирі під час операції «Смолоскип». Командував американськими військово-морськими силами в битві при Касабланці, перебуваючи на флагманському кораблі «Огаста». Пізніше командував Західною оперативною групою під час вторгнення на Сицилію, і командував усіма десантними військами союзників під час вторгнення в Італію, а пізніше в морській десантній операції в Анціо та вторгненні на південь Франції.